# Dubrava Samoborska
 Dubrava Samoborska  falu Horvátországban Zágráb megyében. Közigazgatásilag Szamoborhoz tartozik.

## Fekvése
Zágrábtól 23 km-re, községközpontjától 3 km-re nyugatra a Zsumberk-Szamobori-hegység lejtőin fekszik.

## Története
1857-ben 37, 1910-ben 83 lakosa volt. Trianon előtt Zágráb vármegye Szamobori járásához tartozott. 2011-ben 243 lakosa volt.

## Lakosság
| Lakosság változása | Lakosság változása | Lakosság változása | Lakosság változása | Lakosság változása | Lakosság változása | Lakosság változása | Lakosság változása | Lakosság változása | Lakosság változása | Lakosság változása | Lakosság változása | Lakosság változása | Lakosság változása | Lakosság változása | Lakosság változása |
| ------------------ | ------------------ | ------------------ | ------------------ | ------------------ | ------------------ | ------------------ | ------------------ | ------------------ | ------------------ | ------------------ | ------------------ | ------------------ | ------------------ | ------------------ | ------------------ |
| 1857               | 1869               | 1880               | 1890               | 1900               | 1910               | 1921               | 1931               | 1948               | 1953               | 1961               | 1971               | 1981               | 1991               | 2001               | 2011               |
| 37                 | 50                 | 61                 | 75                 | 104                | 83                 | 107                | 105                | 131                | 150                | 176                | 183                | 178                | 200                | 189                | 243                |

## Külső hivatkozások
- Szamobor hivatalos oldala
- Szamobor város turisztikai egyesületének honlapja